# Brouwerij De Leeuw (Denderleeuw)
Brouwerij De Leeuw, ookwel Brouwerij Rollier is een voormalige brouwerij te Denderleeuw en was actief 1872 van tot 1944.
De brouwerij behoorde toe aan de familie Rollier.  Onder invloed van de oorlog werd de brouwerij gesloten in 1944.

## Gebouwen

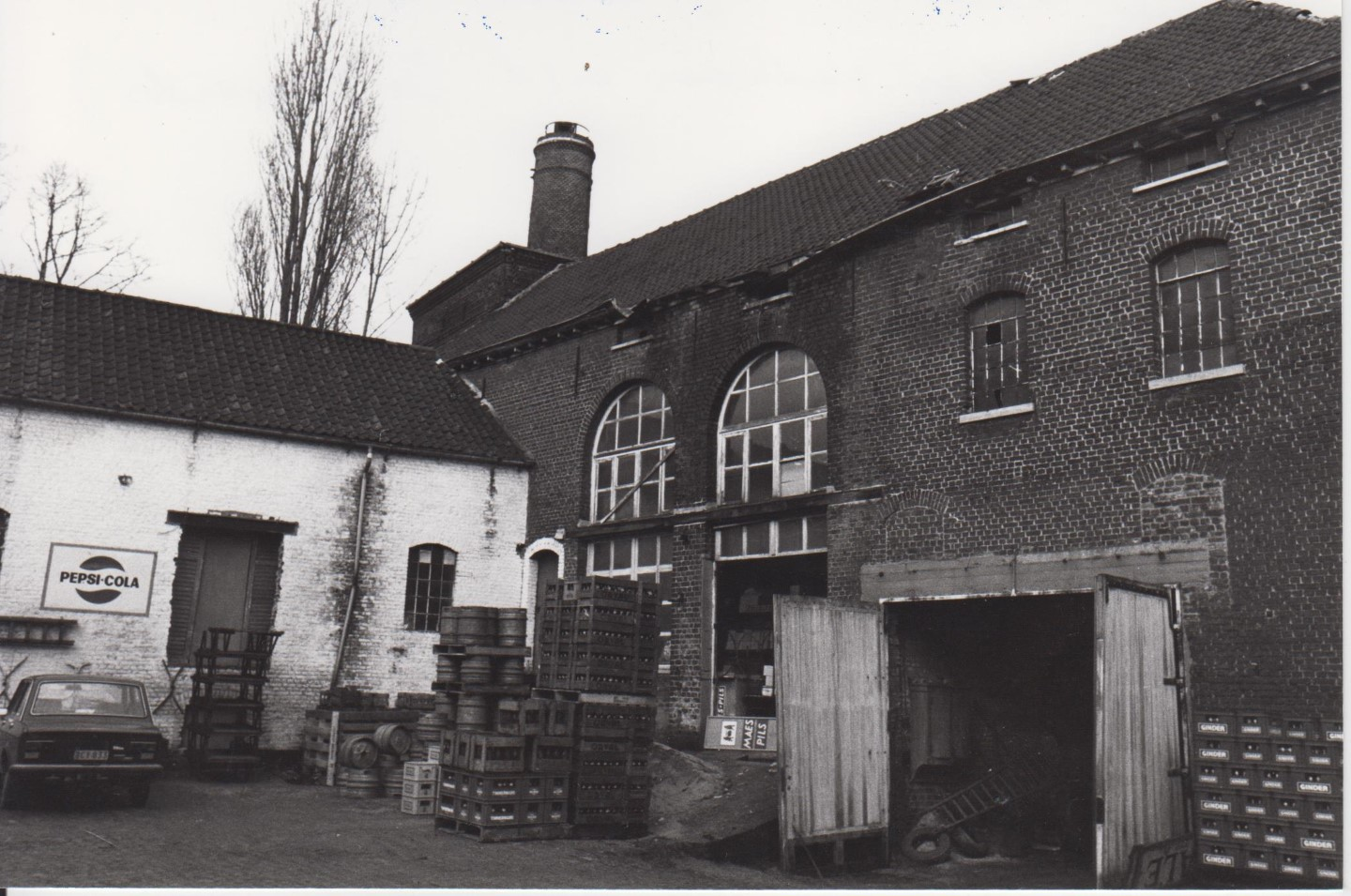
Het thans verdwenen bedrijfsgebouw.

De gebouwen bestonden uit een herenhuis en poortgebouw met achterliggende binnenkoer waar een mouterij met eestschouw en brouwzaal aan grensden. Ze zijn thans gesloopt en vervangen door flatgebouwen.

## Bieren[1]
- B.S.T. Speciaal Tafelbier
- Dubbel Special
- Kwellen
- Suprema